# Liste d'écrivains de langue tchèque
Liste alphabétique des écrivains connus de langue tchèque :
- Haut – A
- B
- C
- D
- E
- F
- G
- H
- I
- J
- K
- L
- M
- N
- O
- P
- Q
- R
- S
- T
- U
- V
- W
- X
- Y
- Z

## A
- Jakub Arbes (1840–1914)

## B
- Jan Balabán (1961–2010)
- Bohuslav Balbín (1621–1688)
- Josef Barák (1833–1883)
- Eduard Bass (1888–1946)
- Petr Bezruč (1867–1958)
- Konstantin Biebl (1898–1951)
- Vladimír Binar (né en 1941)
- Egon Bondy (Zbyněk Fišer, 1930–2007)
- Petr Borkovec (né en 1970)
- Karel Havlíček Borovský (1821–1856)
- Otokar Březina (1868–1929)
- Fridrich Bridel (1619-1680)
- Max Brod (1884–1968)

## C
- Josef Čapek (1887–1945), crédité de l'invention du mot « robot ».
- Karel Čapek (1890–1938), un des pionniers de la science-fiction.
- Svatopluk Čech (1846–1908)
- František Ladislav Čelakovský (1799–1852)
- Comenius – Jan Amos Komenský (1592–1670)
- Cosmas de Prague (environ 1045 – 1125)

## D
- Jakub Deml (1878–1961)
- Josef Dobrovský (1753–1829)
- Bedrich de Donin, en tchèque Bedřich z Donína (1574–1634)
- Jan Drda (1915–1970)
- Viktor Dyk (1877–1931)

## E
- Karel Jaromír Erben (1811–1870)

## F
- Otokar Fischer (1883–1938)
- Jaroslav Foglar (1907–1999)
- Alberto Vojtěch Frič (1882–1944)
- Norbert Frýd (1913–1976)
- Julius Fučík (1903–1943)
- Ladislav Fuks (1923–1994)

## G
- Petr Ginz (1928–1944)
- Bohumila Grögerová (1921–2014)
- Jiří Gruša (1938–2011)

## H
- Jiří Hájek (1913–1993)
- František Halas (1901–1949)
- Vítězslav Hálek (1835–1874)
- Václav Hanka (1791–1861)
- Jaroslav Hašek (1883–1923)
- Václav Havel (1936–2011)
- Karel Havlíček Borovský (1821–1856)
- Jindřich Heisler (1914–1953)
- Zbyněk Hejda (né en 1930)
- Iva Hercíková (1935–2007)
- Adolf Heyduk (1835–1923)
- Josef Hiršal (1920–2003)
- Karel Hlaváček (1874–1898)
- Daniela Hodrová (née en 1946)
- Adolf Hoffmeister (1902–1973)
- Vladimír Holan (1905–1980)
- Miroslav Holub (1923-1998)
- Josef Hora (1891–1945)
- Egon Hostovský (1908–1973)
- Bohumil Hrabal (1914–1997)
- František Hrubín (1910–1971)
- Petra Hůlová (1979-)
- Jan Hus (1369\1370–1415)

## J
- Václav Jamek (né en 1949)
- Josef Jedlička (1927–1990)
- Hanuš Jelínek (1878–1944)
- Čestmír Jeřábek (1893–1981)
- Milena Jesenská (1896–1944)
- Peter Jilemnický (1901–1949)
- Alois Jirásek (1851–1930)
- Ivan Martin Jirous (1944–2011)
- Radek John (né en 1954)
- Josef Jungmann (1773–1847)

## K
- Franz Kafka (1883–1924)
- Eva Kankurkova (1930-)
- Jiří Karásek ze Lvovic (1871–1951)
- Ivan Klíma (né en 1931)
- Ladislav Klíma (1878–1928)
- Pavel Kohout (né en 1928)
- Jiří Kolář (1914–2002)
- Ján Kollár (1793–1852)
- Jan Amos Komenský – Comenius (1592–1670)
- Karel Kosík (1926–2003)
- Kosmas – Cosmas de Prague (ca 1045 – 1125)
- Petr Král (né en 1941)
- Eliška Krásnohorská (1847-1926)
- Ivan Kraus (né en 1939)
- Karl Kraus (1874–1936)
- Jan Křesadlo (1926–1995)
- Eda Kriseova (1940-)
- Karel Kryl (1944–1994)
- Ludvík Kundera (1920–2010)
- Milan Kundera (né en 1929)

## L
- Josef Lada (1887–1957)
- Věra Linhartová (née en 1938)
- Artur London (1915–1986)
- Arnošt Lustig (1926–2011)
- Stefan Lux (1888–1936)

## M
- Karel Hynek Mácha (1810–1836)
- Josef Svatopluk Machar (1864–1942)
- Marie Majerová (1882–1967)
- Ivan Matousek (1948-), Neufs-les-Bains, Célébration (Oslava)
- Daniel Micka (né en 1963)
- Zdeněk Mlynář (1930–1997)
- Stanislav Motl (né en 1952)
- Jiří Mucha (1915–1991)
- Alois Musil (1868–1944)

## N
- Božena Němcová (1820–1862)
- Jan Neruda (1834–1891)
- Josef Nesvadba (1926–2005)
- Stanislav Kostka Neumann (1875-1947)
- Vítězslav Nezval (1900–1958)
- Věra Nosková (née en 1947)

## O
- Milan Ohnisko (né en 1965)
- Ivan Olbracht (1882–1952)
- Patrik Ouředník (né en 1957)

## P
- František Palacký (1798–1876)
- Vladimír Páral (né en 1932)
- Ota Pavel (1930-1973)
- Marie Pujmanová (1893–1958)
- Jaroslav Putík (1923–2013)

## R
- Karel Václav Rais (1859–1926)
- Bohuslav Reynek (1892–1971)
- Pavel Řezníček (né en 1942)
- Sylvie Richterová (née en 1945)

## S
- Zdena Salivarova (1933-)
- Michal Šanda (né en 1965)
- Jan Schmid (né en 1936)
- Jaroslav Seifert (1901–1986)
- Jan Skácel (1922–1989)
- Josef Škvorecký (1924–2012)
- Josef Václav Sládek (1845–1912)
- Josef Šmidinger (1801–1852)
- Jiří Šotola (1924–1989)
- Antonín Sova (1864–1928)
- Fráňa Šrámek (1877–1952)
- Michael Stavarič (né en 1972)
- Jiří Stránský (né en 1931)
- Jindřich Štyrský (1899–1942)
- Jiří Suchý (né en 1931)
- Zdeněk Svěrák (né en 1936)
- Karolina Světlá (1830–1899)
- Růžena Svobodová (1868-1920)

## T
- Karel Teige (1900–1951)
- Pavel Tigrid (1917–2003)
- Jáchym Topol (né en 1962)
- Vlastimil Třešňák (né en 1950)

## U
- Miloš Urban (né en 1967)
- Johannes Urzidil (1896–1970)

## V
- Ludvík Vaculík (1926–2015)
- Vladislav Vančura (1891–1942)
- Michal Viewegh (né en 1962)
- Jiří Voskovec (1905–1981)
- Jaroslav Vrchlický (1853–1912)

## W
- Jiří Weil (1900–1959)
- Jan Weiss (1892–1972)
- Franz Werfel (1890–1945)
- Jan Werich (1905–1980)
- Ivan Wernisch (né en 1942)
- Zikmund Winter (1846–1912)
- Jiří Wolker (1900–1924)

## Z
- Jan Zábrana (1931–1984)
- Jan Zahradniček (1905-1960)
- Antonín Zápotocký (1884–1957)
- Julius Zeyer (1841–1901)